# Landtagswahl in Lippe 1880
Die Landtagswahlen in Lippe 1880 fanden im Oktober und November 1880 statt. Gewählt wurden die 21 Mitglieder des Lippischen Landtags.

## Allgemeines
Die Wahlen fanden für die zweite Klasse am 26. Oktober und für die dritte Klasse am 27. Oktober statt. Die Stichwahl im siebten Wahlkreis der zweiten Klasse fand am 11. November die Stichwahl im fünften und sechsten Wahlkreis der dritten Klasse am 15. November statt. Die Abgeordneten der ersten Klasse wurden am 28. Oktober gewählt. Im Laufe der Wahlperiode bis 1884 fanden keine Nachwahlen statt.
Gewählt wurden 21 Abgeordnete in drei Klassen zu je sieben Abgeordneten. Die erste Klasse bildeten die höchstbesteuerten Bürger. In der ersten Klasse war in der Untergruppe A wahlberechtigt, wer mindestens 90 Mark Grundsteuer zahlte. Diese Untergruppe wählte fünf Abgeordnete in zwei Wahlkreisen. Die Untergruppe B umfasste diejenigen, die mindestens 180 Mark Einkommensteuer zahlten und wählte zwei Abgeordnete in zwei Wahlkreisen. Die zweite Klasse bildeten die Steuerzahler mit Grund- und Einkommensteuer von mindestens 36 Mark, die dritte Klasse alle anderen Wahlberechtigten. Die 2. und 3. Klasse wählte in je sieben Ein-Personen-Wahlkreisen.

## Wahlergebnis

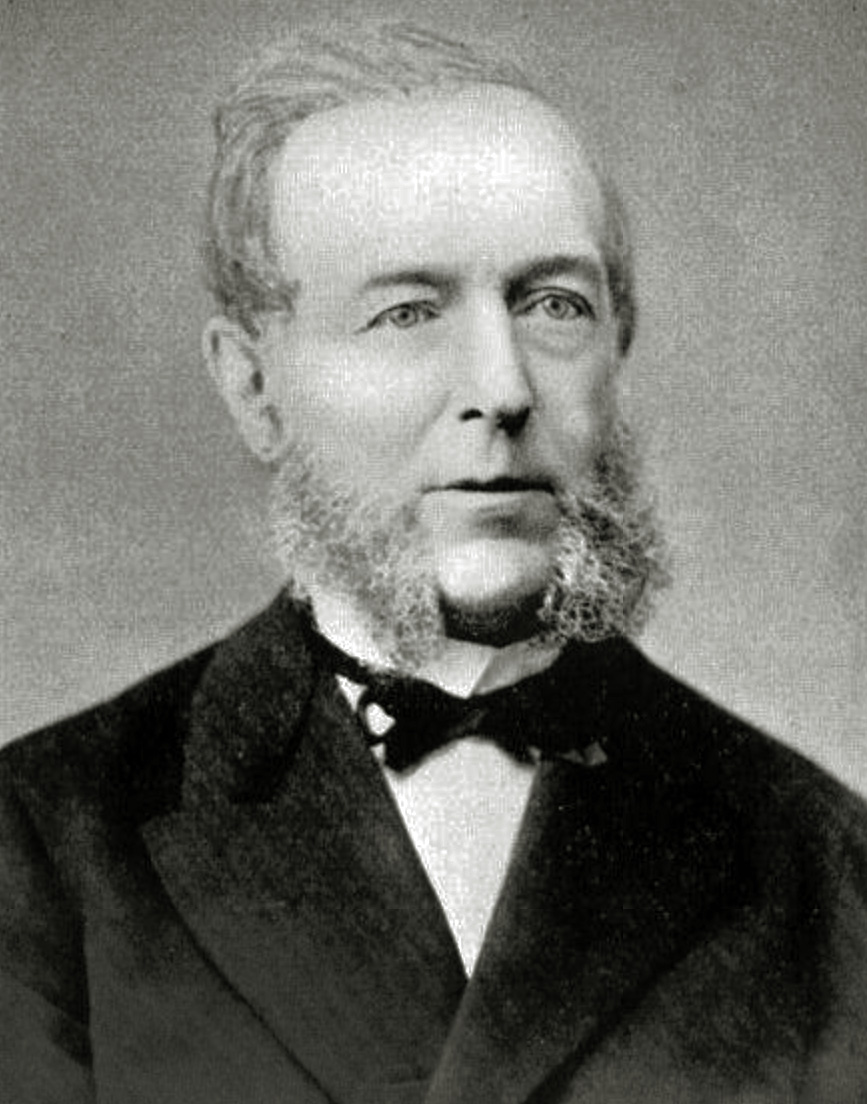
J. H. von Lengerke
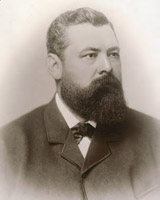
Friedrich Ottomeyer
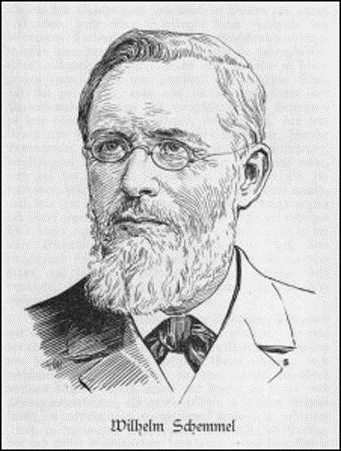
W. Schemmel
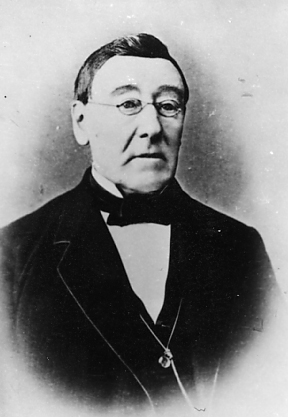
Wilhelm Büxten

| Klasse    | Wahlkreis                | Wahlberechtigte | Wähler | %      | Abgeordneter                                                        | Partei      | Stimmen | %      |
| --------- | ------------------------ | --------------- | ------ | ------ | ------------------------------------------------------------------- | ----------- | ------- | ------ |
| 1. Klasse | 1A                       |                 |        |        | Johann Heinrich von Lengerke, Gutsbesitzer auf Steinbeck            |             |         |        |
| 1. Klasse | 1A                       |                 |        |        | Rittergutsbesitzer von Kerßenbrock (Wierborn)                       |             |         |        |
| 1. Klasse | 1A                       |                 |        |        | Rittergutsbesitzer A. Tenge (Niederbarthausen)                      |             |         |        |
| 1. Klasse | 1A                       |                 |        |        | Gutsbesitzer Avenhaus (Heiden)                                      |             |         |        |
| 1. Klasse | 1A                       |                 |        |        | Gutsbesitzer Oberbracht (Siebenhöfen)                               |             |         |        |
| 1. Klasse | 1B                       |                 |        |        | Staatsanwalt Hunnäus (Detmold)                                      |             |         |        |
| 1. Klasse | 1B                       |                 |        |        | Rechtsanwalt Seiff (Detmold)                                        |             |         |        |
| 2. Klasse | I. Wahlkreis             | 309             | 172    | 55,7 % | Rechtsanwalt Karl Seiff (Detmold)                                   | NLP         | 148     | 86,0 % |
| 2. Klasse | II. Wahlkreis            | ./.             | 122    | ./.    | Brauereidirektor Richard Döpping (Falkenkrug)                       | NLP         | 63      | 51,6 % |
| 2. Klasse | III. Wahlkreis           | ./.             | 144    | ./.    | Gutsbesitzer Sültemeier (Heiden)                                    | Liberal     | 86      | 59,7 % |
| 2. Klasse | IV. Wahlkreis            | ./.             | 142    | ./.    | Guts- und Mühlenbesitzer Friedrich Ottomeyer (Wellentrup/Steinheim) | Fortschritt | 87      | 61,3 % |
| 2. Klasse | V. Wahlkreis             | 370             | 188    | 50,8 % | Gutsbesitzer Wilhelm Schemmel (Wüsten)                              | Kons.       | 151     | 80,3 % |
| 2. Klasse | VI. Wahlkreis            | ./.             | 129    | ./.    | Colon Meier (Kleinenmarpe)                                          | Fortschritt | 71      | 55,0 % |
| 2. Klasse | VII. Wahlkreis           | ./.             | 120    | ./.    | Gutsbesitzer Nacke (Ehrsen)                                         |             | 53      | 44,2 % |
| 2. Klasse | VII. Wahlkreis Stichwahl | ./.             | 144    | ./.    | Gutsbesitzer Griemert (Ehrsen)                                      |             | 76      | 51,4 % |
| 3. Klasse | I. Wahlkreis             | 1963            | 699    | 35,6 % | Schuhmachermeister Grote (Detmold)                                  | Fortschritt | 514     | 73,5 % |
| 3. Klasse | II. Wahlkreis            | ./.             | 484    | ./.    | Ratssiegler Leopold Schnitger (Lemgo)                               | Fortschritt | 469     | 96,9 % |
| 3. Klasse | III. Wahlkreis           | ./.             | 575    | ./.    | Kaufmann A. Echterling (Lage)                                       | Fortschritt | 387     | 67,3 % |
| 3. Klasse | IV. Wahlkreis            | ./.             | 865    | ./.    | Amtsanwalt Rausch (Schwalenberg)                                    | Kons.       | 460     | 53,2 % |
| 3. Klasse | V. Wahlkreis             | 3990            | 643    | 16,1   | Gutsbesitzer Knopsmeier (Almena)                                    | Kons.       | 277     | 43,1 % |
| 3. Klasse | V. Wahlkreis Stichwahl   | ./.             | 1194   | 19,9 % | Gutsbesitzer Nolting (Humfeld)                                      | Liberal     | 713     | 59,7 % |
| 3. Klasse | VI. Wahlkreis            | ./.             | 593    | ./.    | Colon und Ziegelmeister Reese (Kluckhof)                            | Kons.       | 572     | 60,0 % |
| 3. Klasse | VI. Wahlkreis Stichwahl  | ./.             | 503    | ./.    | Ratssiegler Leopold Schnitger (Lemgo)                               | Fortschritt | 205     | 40,8 % |
| 3. Klasse | VII. Wahlkreis           | ./.             | 519    | ./.    | Landwirt Wilhelm Büxten (Biemsen)                                   | Fortschritt | 347     | 66,9 % |